# Шамс ад-дін Мухаммед-шах
Шамс ад-дін Мухаммед-шах (перс. محمد خان سور, бенг. মোহাম্মদ খাঁন সূর; д/н —1555) — султан Бенгалії у 1554—1555 роках. Відомий також як Мухаммед-шах III.

## Життєпис
Походив з династії Сурі. Про батьків обмаль відомостей. Замолоду звався Мухаммед-хан. З 1537 року брав участь у військових кампаніях Шер Шаха. 1545 року султаном Іслам Шахом призначається аміном (намісником) Бенгалії. Забещпечував спокій в провінції та вірність династії.
1553 року після смерті Іслам Шаха в державі почалася боротьба за владу, чим вирішив скористатися Мухаммед-хан, що оголосив себе султаном під ім'ям Шамс ад-дін Мухаммед-шах. Його династія також відома як Мухаммед-шахи. Почав карбувати власну монету з іменами чотирьох праведних халіфів. На відміну від падишахів династії Сурі відмовився від використання письма деванаґарі на монетах.
Водночас виступив проти Міндікха, володаря М'яу-У, якого змусив визнати свою зверхність та передати порт Читтагонг з областю. Потім переміг Віджаю Манік'ю II, магараджу Твіпри, а невдовзі приєднав до своїх володінь Біхар. Слідом зайняв важливе місто Джаунпур, рушив незабаром на Делі, на шляху до якого в битві біля фортеці Чапар-Ґата зазнав ніщивної поразки від делійського війська на чолі із візиром Хему Вікрамадітьєю, внаслідок чого загинув. Владу перебрав його старший син Хизр-хан.